# Étrépilly (Aisne)
Étrépilly és un municipi francès situat al departament de l'Aisne i a la regió dels Alts de França. L'any 2007 tenia 87 habitants.

## Demografia

### Població
El 2007 la població de fet d'Étrépilly era de 87 persones. Hi havia 34 famílies de les quals 4 eren unipersonals (4 dones vivint soles i 4 dones vivint soles), 15 parelles sense fills i 15 parelles amb fills.
La població ha evolucionat segons el següent gràfic:
Habitants censats

### Habitatges
El 2007 hi havia 37 habitatges, 35 eren l'habitatge principal de la família, 1 era una segona residència i 1 estava desocupat. Tots els 36 habitatges eren cases. Dels 35 habitatges principals, 24 estaven ocupats pels seus propietaris, 9 estaven llogats i ocupats pels llogaters i 2 estaven cedits a títol gratuït; 1 tenia una cambra, 1 en tenia dues, 4 en tenien tres, 12 en tenien quatre i 17 en tenien cinc o més. 26 habitatges disposaven pel capbaix d'una plaça de pàrquing. A 15 habitatges hi havia un automòbil i a 19 n'hi havia dos o més.

### Piràmide de població
La piràmide de població per edats i sexe el 2009 era:
| Homes | Edats   | Dones |
| ----- | ------- | ----- |
| 0     | 95 o +  | 0     |
| 0     | 90 a 94 | 4     |
| 0     | 85 a 89 | 0     |
| 0     | 80 a 84 | 0     |
| 0     | 75 a 79 | 0     |
| 0     | 70 a 74 | 0     |
| 0     | 65 a 69 | 0     |
| 8     | 60 a 64 | 4     |
| 0     | 55 a 59 | 4     |
| 8     | 50 a 54 | 4     |
| 4     | 45 a 49 | 0     |
| 0     | 40 a 44 | 0     |
| 0     | 35 a 39 | 0     |
| 4     | 30 a 34 | 0     |
| 0     | 25 a 29 | 4     |
| 0     | 20 a 24 | 4     |
| 0     | 15 a 19 | 4     |
| 0     | 10 a 14 | 0     |
| 0     | 5 a 9   | 4     |
| 4     | 0 a 4   | 0     |

## Economia
El 2007 la població en edat de treballar era de 54 persones, 49 eren actives i 5 eren inactives. De les 49 persones actives 46 estaven ocupades (25 homes i 21 dones) i 3 estaven aturades (3 dones i 3 dones). De les 5 persones inactives 4 estaven jubilades i 1 estava estudiant.
Activitats econòmiques
L'any 2000 a Étrépilly hi havia 6 explotacions agrícoles.

## Poblacions més properes
El següent diagrama mostra les poblacions més properes.